# 夜がおわらない
『夜がおわらない』（よるがおわらない）は、赤石路代による日本の漫画作品。
『ちゃお』（小学館）にて1996年6月号から1997年8月号まで連載されていた。単行本全3巻、文庫本全2巻。

## あらすじ
両親が熱病・伝染病の医療チームに入ることになったため、伝染病から遠ざかる意味もあってせれんはアフリカ・タンザニアから一人で日本へ帰ることになる。
その頃、せれんが暮らすことになる日本の港南市では小中学生の自殺が相次いでいた。せれんは、港南市に漂う“おびえ”の空気を感じ取る。犠牲者たちは皆、「暗くなると赤い目の人間が見える」と怯えながら訴えていたという。
正体が不確定のまま、確実に「赤い目」の人間の数だけは増えていく。そして、遂に“吸血鬼”という答えに辿り着くが、その大元は、せれんたちの仲間の聖の妹・麗だった。

## 登場人物
風見 せれん（かざみ せれん）
医師である両親とタンザニアで暮らしていたが、両親がアフリカで発生した伝染病対策のための医療チームに入ることになり、せれんのみ日本へ帰ることになる。“せれん”という名前はスワヒリ語で「果てしなく広がる平原」を意味するセレンゲティに由来し、伸びやかに育ってほしいと願った両親によって命名された。人の感情を感知することができ、動物の感情も理解できることで動物と交流することもできる力を持ち、ライオンなどの猛獣ともすぐに仲良くなることができる。
人の感情を感知できるため、人の言動の裏表などもわかるが、幼いころからのため「人間とはそういうもの」と特段嫌悪などは抱いていない。
真柴 慧矢（ましば けいや）
せれんが感情を読めない。母親は占い師。
実は聖の弟、麗の兄であり、本名は「慧（けい）」。アスワングだった母親との間に生まれたため、アスワングに感染しても発症せず、アスワングを見分けることができる。
中司 聖（なかつかさ せい）
せれんが感情を読めない。常に沈着冷静。有名私立中学の生徒。成績優秀。せれん、慧矢より1つ敏上。
アスワングだった母親（フィリピン人）と日本人男性との間に産まれたため、慧矢同様にアスワングを見分けることができる。。
ぱた
せれんが日本到着後に拾ったキツネザル。単行本3巻の著者ページによれば雌。
「安心できる」ということで慧矢にも懐く。
東 早紀（あずま さき）
せれんのいとこ。斉藤のことが好き。吸血鬼の仲間になってしまう。
斉藤 俊樹（さいとう としき）
ミステリー研究会の部長。クラス委員長。
中司 麗（なかつかさ れい）
聖の妹。フィリピン人の母親が吸血鬼・アスワングで、その血を引いている。
吸血衝動をもっている。
二の宮 剛（にのみや たけし）
日本の厚生大臣。病原菌としてのアスワングを発見した研究者でもあり、聖、慧、麗の実父。

## 用語
赤い目
斎藤をはじめ、多感な年齢の者には暗いところで目が赤く光るように見える人々。慧矢には全身から赤い光を放っているようにも見え、暗いところでも周囲が明るく見えるほど。
せれんには感情を感知できなくなることで、識別ができる、
血を注射、あるいは経口摂取させることで「赤い目」の仲間を増やそうとしている。
アスワング
フィリピンに伝わる吸血鬼。
本作では女性のみ発症する病原菌が原因であるとし、血液を通じて感染し発症した場合の致死率は90パーセントとされる。
感染者（および保菌者）は治癒力が異常に高くなり、せれんには感情が読み取れなくなる。
スマトラ島の魔除け
せれんがアフリカを離れる際に父親から託された魔除け。三角形の中に十字をした形状しており、中の十字は取り外しができる。
取り外した十字は先端が尖っており、片方にせれんに刺してせれんの血を入れ、反対側をアスワング感染者に刺してせれんの血を入れることで、アスワングの症状を完治させることができる。

## 書籍情報
夜がおわらない フラワーコミックス（小学館）
1. 1997年1月1日発売、ISBN 978-4091370914
2. 1997年6月1日発売、ISBN 978-4091370921
3. 1997年8月1日発売、ISBN 978-4091370938

夜がおわらない 小学館文庫（小学館）
1. 2006年4月15日発売、ISBN 978-4091915795
2. 2006年4月15日発売、ISBN 978-4091915801